# Uzunalan, Kaynarca
Uzunalan là một xã thuộc huyện Kaynarca, tỉnh Sakarya, Thổ Nhĩ Kỳ. Dân số thời điểm năm 2008 là 249 người.